# (100322) 1995 MJ8
(100322) 1995 MJ8 es un asteroide perteneciente al cinturón de asteroides, descubierto el 29 de junio de 1995 por el equipo del Spacewatch desde el Observatorio Nacional de Kitt Peak, Arizona, Estados Unidos.

## Designación y nombre
Designado provisionalmente como 1995 MJ8.

## Características orbitales
1995 MJ8 está situado a una distancia media del Sol de 2,343 ua, pudiendo alejarse hasta 2,650 ua y acercarse hasta 2,036 ua. Su excentricidad es 0,131 y la inclinación orbital 6,592 grados. Emplea 1310 días en completar una órbita alrededor del Sol.

## Características físicas
La magnitud absoluta de 1995 MJ8 es 16,4.